# Günter Glaser

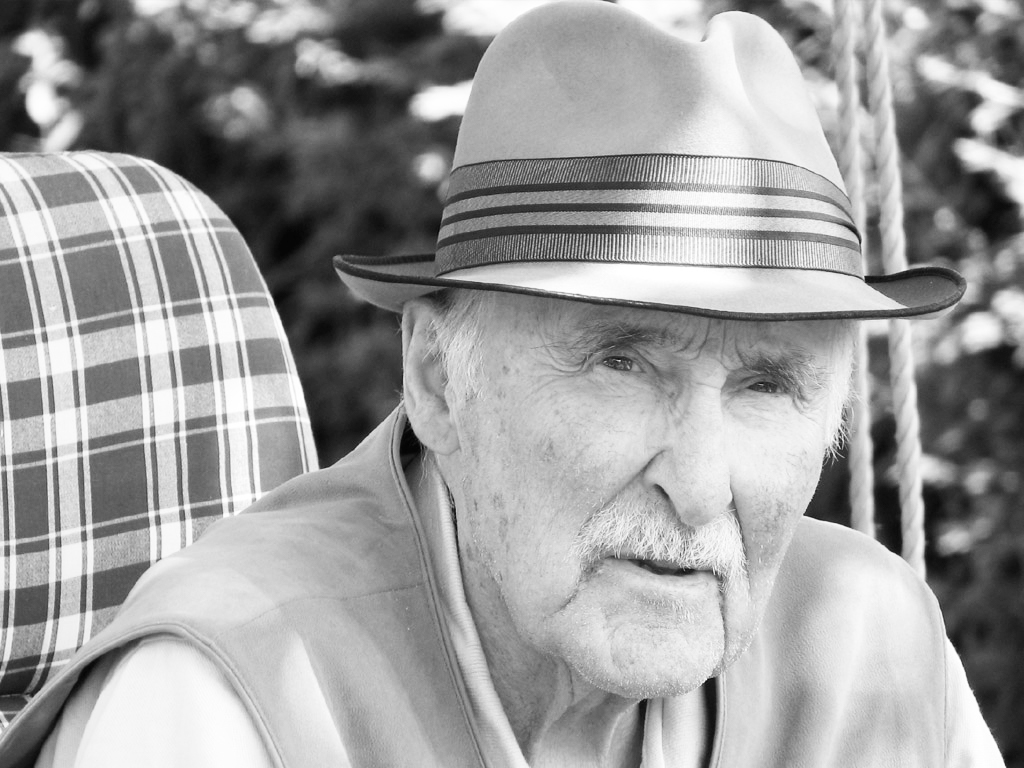
Günter Glaser Teltow 2009

Günter Glaser (* 27. April 1924 in Neuwied; † 30. Mai 2009 in Berlin) war ein deutscher Schauspieler.

## Leben
Günter Glaser ließ sich nach Beendigung der Oberschule sowohl zum Bühnenbildner als auch zum Schauspieler ausbilden. In West-Berlin wohnhaft, spielte er in den 1950er Jahren an Theatern in Döbeln, Görlitz und Parchim. Nähere Hinweise auf Bühnentätigkeiten lassen sich nicht ermitteln.
Neben einigen Hörspielproduktionen des RIAS in den 1960er Jahren, war Günter Glaser seit 1950 umfangreich für Film und Fernsehen tätig. Sein Kameradebüt gab er dabei in dem DEFA-Spielfilm Familie Benthin. Auch in den nächsten Jahren war er in Produktionen der DEFA zu sehen, so 1952 in dem Propagandafilm Das verurteilte Dorf. Im bundesdeutschen Fernsehen wirkte Glaser vom Beginn der 1960er bis Ende der 1990er Jahre in zahlreichen Fernsehspielen und -serien mit, unter anderem besetzte Edwin Zbonek ihn 1963 in Der Henker von London, einer Verfilmung des Romans George und Jojo von Edgar Wallace. Große Popularität erlangte Glaser auch in der Rolle des Taxifahrers Willy Schäfer in zahlreichen Folgen der zwischen 1977 und 1991 ausgestrahlten Vorabendserie Drei Damen vom Grill.

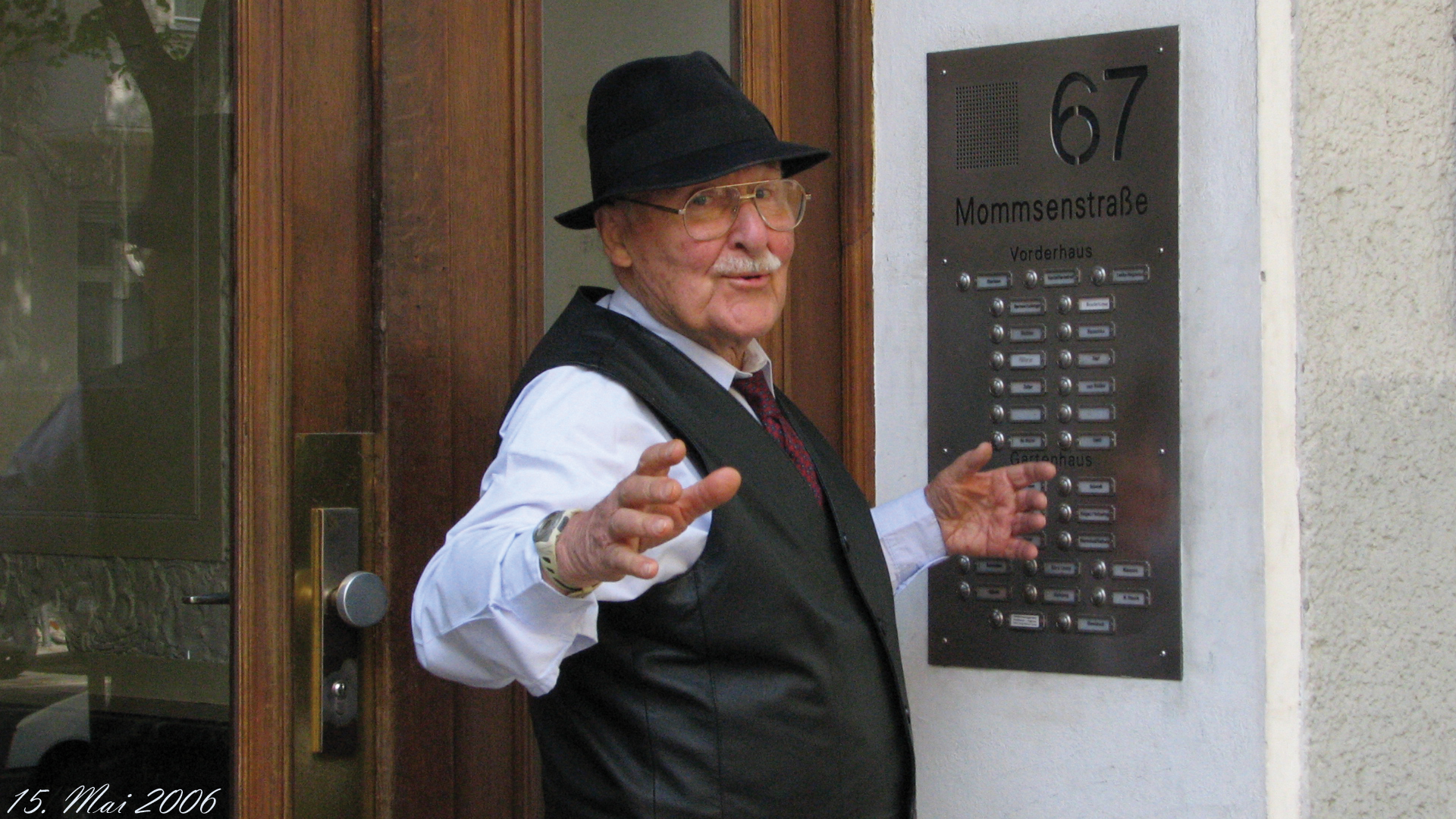
Günter Glaser Berlin Mommsenstraße 2006

## Filmografie (Auswahl)
- 1950: Familie Benthin
- 1951: Zugverkehr unregelmäßig
- 1952: Das verurteilte Dorf
- 1952: Sein großer Sieg
- 1960: Zwei alte Damen feuern
- 1962: Leben des Galilei
- 1963: Der Fall Rohrbach
- 1963: Der Henker von London
- 1964: Der Fall Jakubowski – Rekonstruktion eines Justizirrtums
- 1965: Unser Pauker – Der Schlüssel
- 1966: Die schwarze Hand
- 1967: Wenn es Nacht wird auf der Reeperbahn
- 1968: Mexikanische Revolution
- 1968: Novemberverbrecher
- 1969: Alle Hunde lieben Theobald – Struppi und der kleine Bruder
- 1969: Der spanische Bürgerkrieg
- 1969: Der Fall Liebknecht-Luxemburg
- 1969: Darf ich Sie zur Mutter machen?
- 1969. Spion unter der Haube
- 1970: Meine Schwiegersöhne und ich – Folge 10: Das Scherbengericht
- 1970: Kudammgeschichten
- 1970: Schlagzeilen über einen Mord
- 1970: Krebsstation
- 1970: Alle Hunde lieben Theobald – Whisky und Wodka
- 1971: Drüben bei Lehmanns – Der Zeuge
- 1971: Recht oder Unrecht – Der Fall Meinberg
- 1971: Familie Bergmann – Landluft
- 1971: Das Geld liegt auf der Bank
- 1972: Die Pulvermänner (7 Folgen als Bürgermeister)
- 1972: Die rote Kapelle – FU III bricht Code
- 1973: Lokaltermin – Fräulein Blaubart
- 1973: Im Reservat
- 1973: Die Kriminalerzählung – Die rote Queen
- 1974: Ermittlungen gegen Unbekannt
- 1974: Die lieben Haustiere
- 1975: Kommissariat 9 – Schulden haben kurze Beine
- 1975: Keine Spürhunde für den Fiskus
- 1975: Beschlossen und verkündet – Der rote Hahn
- 1975: Beschlossen und verkündet – Herrn Wittichs Erben
- 1976: Aktion Grün
- 1976: Die Hebamme
- 1977–1990: Drei Damen vom Grill (61 Folgen als Willy Schäfer)
- 1977: Tatort – Feuerzauber
- 1978: Nonstop Nonsens – Didi in Gangsterkreisen
- 1978: Kommissariat 9 – Die Edlen der Heilkunst
- 1980: Meister Timpe
- 1982: Kreisbrandmeister Felix Martin – Das Mädchen auf dem Dach
- 1982: Die Präsidentin
- 1985: Didi – Der Untermieter – Ein geschenkter Gaul
- 1986: Berliner Weiße mit Schuß
- 1986: Detektivbüro Roth – Skandal im Schrebergarten
- 1986: Detektivbüro Roth – Stahlharte Geschäfte
- 1986: Die Wicherts von nebenan – Eberhards Gesundheit
- 1987: Die Wicherts von nebenan – Käthes Küche
- 1988: Liebling Kreuzberg – Hausbesuche
- 1989: Affäre Nachtfrost
- 1990: Liebling Kreuzberg – Anwälte unter sich
- 1991: Viel Rummel um den Scooter – Die Ossis kommen
- 1991: Schwarz Rot Gold – Stoff
- 1997: Stubbe – Von Fall zu Fall – Stubbe und Elli

## Hörspiele
- 1962: The Life of Man – Autor: John Arden – Regie: nicht genannt
- 1962: Mitten in einer Stadt – Autoren: Alfred Berndt und Kurt Habernoll – Regie: Hanns Korngiebel
- 1963: Unternehmen Lit-Apparat – Autor: Johannes Grave – Regie: Alexander Pestel
- 1963: Berlin und die Ullsteins – Autor: Georg Zivier – Regie: Jörg Jannings
- 1964: Bagnosträfling 4720 (Der Fall Seznec) – Autor und Regie: Robert Adolf Stemmle
- 1965: Der herzlose Riese – Autor: Louis MacNeice – Regie: Oswald Döpke
- 1967: Titania-Palast – Autor: Georg Zivier – Regie: Alexander Pestel
- 1969: Ein Wunderkind – Autor: Herman Bang – Regie: Ulrich Lauterbach